# Макасар

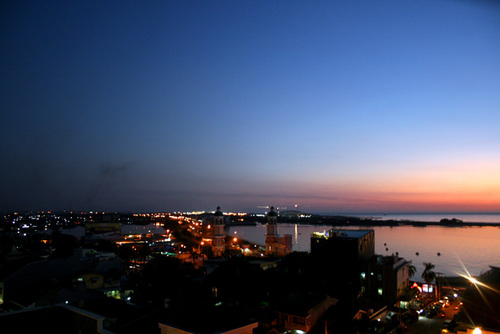
Затока Таджунґ Бунґа, Макасар.

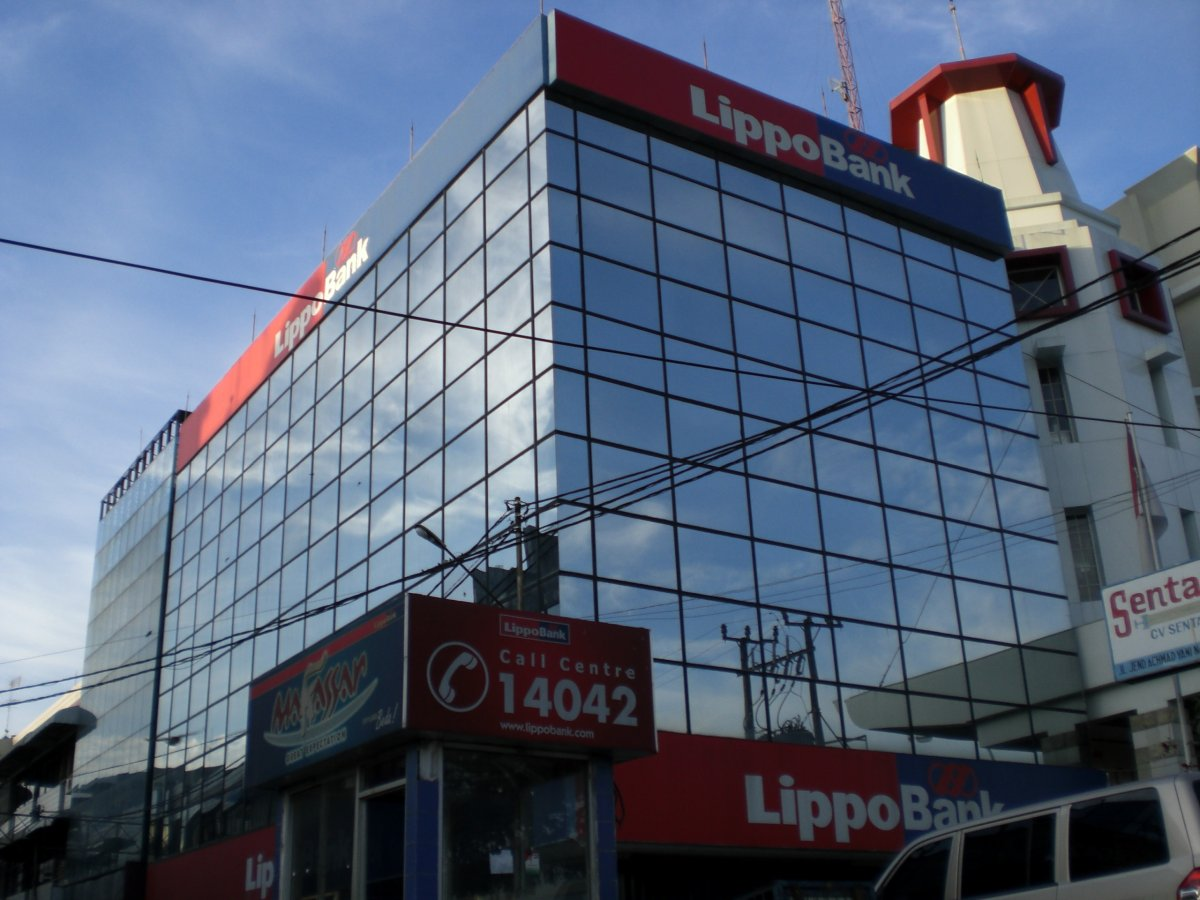
Банк Ліппо в Макасарі.

Макасар, колишній Уджунґпанданґ (індонез. Kota Makassar) — місто в Індонезії, столиця провінції Південне Сулавесі. Найбільше місто в регіоні Східної Індонезії та п'ятий за величиною міський центр країни після Джакарти, Сурабая, Бандунґа й Медану. Розташоване у західній частині найпівденнішого півострова острова Сулавесі (Целебес), омиване Макасарською протокою. Більшість його мешканців складають буґійці (буґи, буґіси) — відгалуження малайського народу і близько споріднені з бургінезцями; далі йдуть корінні макасарці (макасари).
За прибуття португальців 16 століття, Макасар вже був значним портом, у якому розташовувався центр султанату Гова. Згодом влаштовану тут португальську військово-морську базу завоювала Нідерландська Ост-Індійська компанія, які побудували 1607 року торговий пост і з часом, 1667 року, скинули владу султана. Макасар залишався важливим портом у Нідерландській Ост-Індії, обслуговуючи регіони Східної Індонезії, а макасарські рибалки плавали аж на південь до узбережжя Австралії. Короткого часу після індонезійської незалежності, між 1946 та 1949 роками, Макасар був столицею Держави Східна Індонезія (індонез. Negara Indonesia Timur), підтримуваної нідерландцями, де також відбулося повстання.
Площа міста становить 175,77 квадратних кілометрів, а станом на 2020 рік у п'ятнадцяти адміністративних районах Макасару проживало близько 1,424 мільйона осіб. Його офіційна столична територія, відома як Маммінасата, з додаванням ще тридцяти трьох районів сусідніх округів, займає площу 2 666,63 км², та згідно з переписом 2020 року в ній проживало близько 2 698 915 осіб. За даними Національного агентства з планування розвитку, Макасар є одним із чотирьох основних центральних міст Індонезії, поряд з Меданом, Джакартою та Сурабая. За даними Банку Індонезії, Макасар посідає друге місце за вартістю комерційної нерухомості в Індонезії після Великої Джакарти. Наразі в Макасарі спостерігається дуже швидке економічне зростання, що перевищує середні темпи зростання Індонезії.
Сьогодні Макасар — велике приємне місто, головною пам'яткою якого є Форт Роттердам. Неподалік знаходиться водоспад Бантимурунґ. Головними продуктами, що йдуть на експорт, є гума, кава, ротанг, копра. Культурний осередок — Університет Гасануддіна, заснований 1956 року; головний виш східної Індонезії. В місті діє аеропорт. Якісні дороги сполучають місто з внутрішніми частинами острова.

## Назви й етимологія
Назва Макасару португальці писали як Macáçar протягом своєї присутності 17 століття. Нідерландці писали назву як Makasser, і Makassar за свого правління над містом як частиною Нідерландської Ост-Індії. Зі здобуттям незалежності після Другої світової війни індонезійці зберегли нідерландське написання Makassar з подвійною літерою s, незважаючи на те, що індонезійська мова не має подвійних приголосних. 1 вересня 1971 року (і до 1999-го) місто було перейменовано відповідно до однієї з доколоніального назв міського форту Роттердам — Уджунґ-Панданґ (індонез. Jumpandang). Рішення було прийнято тоді, коли Макасар розширювався з його початкових 21 км², охоплюючи сусідні землі, аби приглушити етнічний відтінок назви. Назва Уджунґ-Панданґ залишалася непоширеною серед місцевих жителів, і 13 жовтня 1999 назва повернулася до Макасар за президента Б. Ю. Хабібі, який сам був уродженцем Південного Сулавесі.
Місцевою макасарською мовою місто відоме як Манґкасара́, записуване ᨆᨀᨔᨑ письмом лонтара, що традиційно використовується для написання макасарської, а також буґійського говору, яким також широко говорять у місті.

## Управління
Виконавчим головою міста є мер, який обирається прямим голосуванням на п'ять років. Мерові допомагає заступник міського голови, який також є виборним посадовцем. У місті діють законодавчі збори, члени яких також обираються строком на п'ять років.

## Адміністративні райони
Місто Макасар поділено на 15 адміністративних районів (кекаматан, kecamatan) і 153 міських селища (келурахан, kelurahan). Райони перераховано нижче із зазначенням їхніх площ і населення за даними перепису 2010 та 2020 років. У таблиці також зазначено кількість адміністративних селищ (келурахан) у кожному районі.
| Назва               | Площа, км² | Населення Перепис 2010 року | Населення Перепис 2020 року | Кількість келураханів |
| ------------------- | ---------- | --------------------------- | --------------------------- | --------------------- |
| Марісо              | 1.82       | 56,313                      | 57,426                      | 9                     |
| Мамаджанґ           | 2.25       | 59,133                      | 56,049                      | 13                    |
| Тамалате            | 20.21      | 169,890                     | 180,824                     | 11                    |
| Раппочіні           | 9.23       | 151,357                     | 144,587                     | 11                    |
| Макассар (округ)    | 2.52       | 81,901                      | 82,067                      | 14                    |
| Уджунґ Панданґ      | 2.63       | 27,206                      | 24,526                      | 10                    |
| Ваджо               | 1.99       | 29,670                      | 29,972                      | 8                     |
| Бонтоала            | 2.10       | 54,268                      | 54,996                      | 12                    |
| Уджунґ Танах        | 4.40       | 46,771                      | 35,789                      | 9                     |
| Острови Санґкарранґ | 1.54       | (а)                         | 14,125                      | 3                     |
| Талло               | 5.83       | 133,815                     | 144,977                     | 15                    |
| Панаккуканґ         | 17.05      | 141,524                     | 139,590                     | 11                    |
| Манґґала            | 24.14      | 117,303                     | 146,724                     | 9                     |
| Бірінґканая         | 48.22      | 167,843                     | 209,048                     | 11                    |
| Тамаланреа          | 31.84      | 101,669                     | 103,770                     | 8                     |
| Загалом             | 175.77     | 1,338,663                   | 1,423,877                   | 153                   |

Примітка (а): Населення району островів Санґкарранґ 2010 року включено в дані по району Уджунґ Танах, з якого його потім виокремили.

## Демографія
Релігія в Макасарі (2010)
Макассар — багатоетнічне місто, населене переважно буґісами і макасарами. Решту складають тораджи, мандари, бутонці, китайці та яванці. Поточне населення станом на 2020 рік становило приблизно 1,424 мільйона осіб, а у столичній зоні – 2,7 мільйона осіб.
| Рік              | 1971    | 1980    | 1990    | 2000      | 2010      | 2020      |
| ---------------- | ------- | ------- | ------- | --------- | --------- | --------- |
| Всього населення | 434,766 | 708,465 | 944,372 | 1,130,384 | 1,338,663 | 1,423,877 |

## Освіта
- Макасарський державний університет
- Університет Гасануддіна
- Ісламський державний університет Алауддіна
- Макасарський університет Мухаммадія
- Мусульманський університет Індонезії
- Політехнічний інститут торгового флоту Макасара
- Авіаційний політехнічний інститут Макасара

2007 року міська влада почала вимагати, щоб усі спідниці школярок були нижчі за коліна.